# Bittacus punctiger
Bittacus punctiger är en näbbsländeart som beskrevs av John Obadiah Westwood 1846. Bittacus punctiger ingår i släktet Bittacus och familjen styltsländor. Inga underarter finns listade i Catalogue of Life.